# Mwishoreza
Mwishoreza är ett vattendrag i Burundi.   Det ligger i provinsen Muyinga, i den norra delen av landet, 120 km nordost om huvudstaden Bujumbura.
Omgivningarna runt Mwishoreza är en mosaik av jordbruksmark och naturlig växtlighet. Runt Mwishoreza är det tätbefolkat, med 383 invånare per kvadratkilometer.